# Pak Kwang-ryong
Pak Kwang-ryong (Pyongyang, 27 september 1992) is een Noord-Koreaans voetballer die bij voorkeur als aanvaller speelt. Hij werd tijdens het seizoen 2015/16 door FC Basel uitgeleend aan FC Biel-Bienne, tot hij in januari 2016 een definitieve overstap maakte naar Lausanne. Kwang-ryong is tevens actief in het Noord-Koreaans voetbalelftal.

## Clubcarrière
Op 27 juni 2011 tekende Pak bij FC Basel, dat hem overnam van FC Wil. Een maand later debuteerde hij voor Basel op de eerste speeldag van het seizoen 2011/12 in de Zwitserse Super League tegen BSC Young Boys. Op 14 september 2011 werd hij de eerste Noord-Koreaan in de Champions League. Omdat hij bij Basel niet veel aan spelen toekwam, werd hij in januari 2013 voor zes maanden uitgeleend aan AC Bellinzona. Tijdens het seizoen 2013/14 werd hij uitgeleend aan FC Vaduz. Hij maakte negen doelpunten in 18 wedstrijden voor Vaduz, waarmee hij een aandeel had in de promotie naar de Zwitserse Super League. Ook tijdens het seizoen 2014/15 vertegenwoordigde hij de Liechtensteinse club, die in de Zwitserse competitie actief is. In januari 2016 tekende Kwang-ryong een contract voor anderhalf jaar bij Lausanne-Sport, met een optie tot een extra seizoen. In zijn eerste zes competitiewedstrijden voor Lausanne maakte hij direct zes doelpunten.

## Interlandcarrière
Pak debuteerde in 2010 in het Noord-Koreaans voetbalelftal, waarvoor hij vijf doelpunten maakte in 23 interlands.